# Olha Dmytrivna Juchym
Olha Dmytrivna Juchym (27. května 1982, Čortkiv, Ukrajina) je ukrajinská novinářka, redaktorka a fotografka, od roku 2008 členka Národního svazu ukrajinských novinářů.

## Životopis
Olha Juchym se narodila 27. května 1982 ve městě Čortkiv v Ternopilské oblasti na Ukrajině. Vystudovala Filologickou fakultu Univerzity pedagogické v Ternopilu (2002, nyní Národní pedagogická univerzita). V letech 2003–2008 pracovala jako dopisovatelka deníku Svobodný život a od roku 2007 působí jako redaktorka celoukrajinského hudebního časopisu Naše hudba.

## Tvorba
Umělkyně je autorkou řady publikací v médiích. Účastnila se celé řady regionálních, národních a mezinárodních výstav fotografií.